# 亨利·方丹-拉图尔

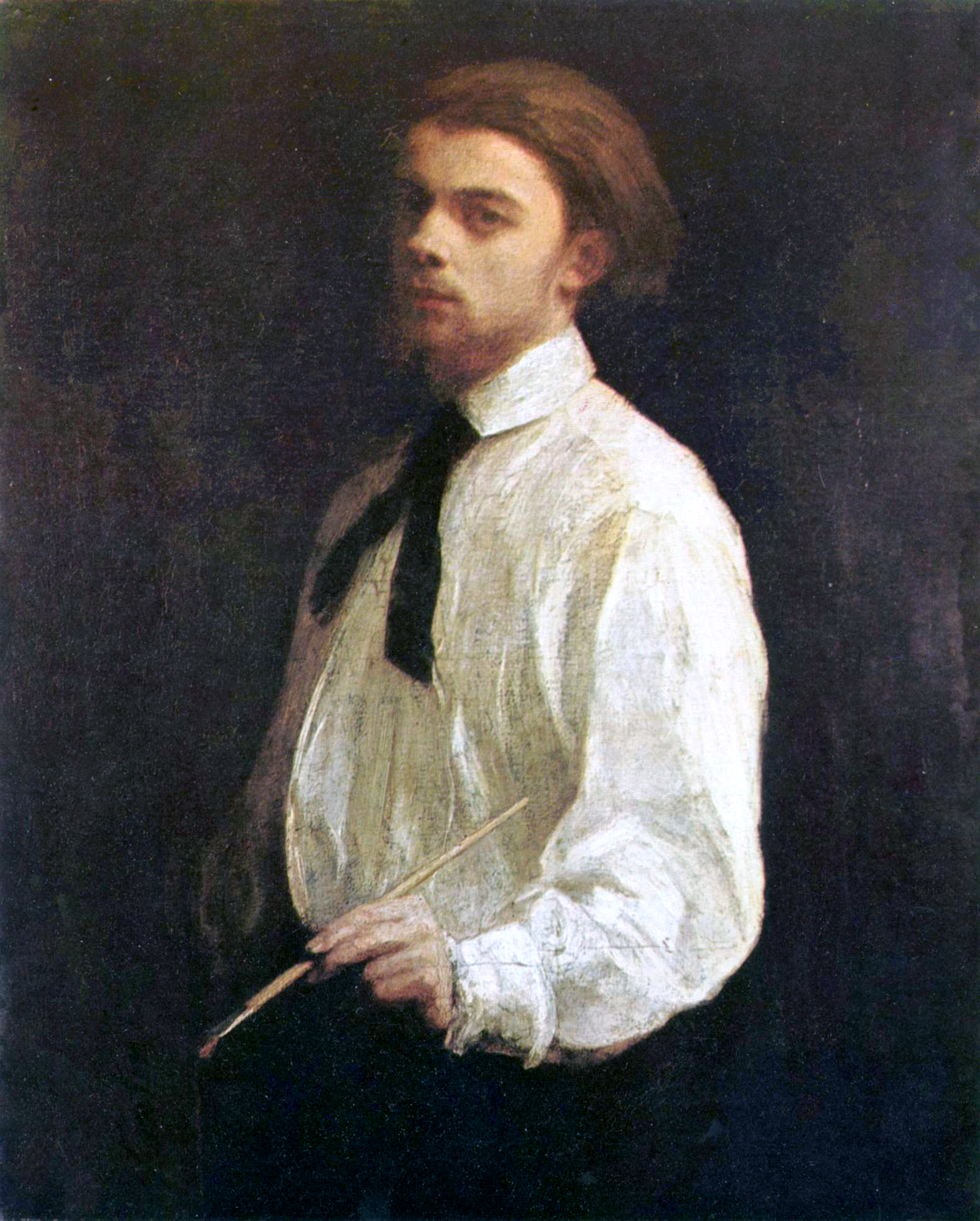
亨利·方丹·拉图尔自画像（1859年），藏於格勒诺布尔博物馆

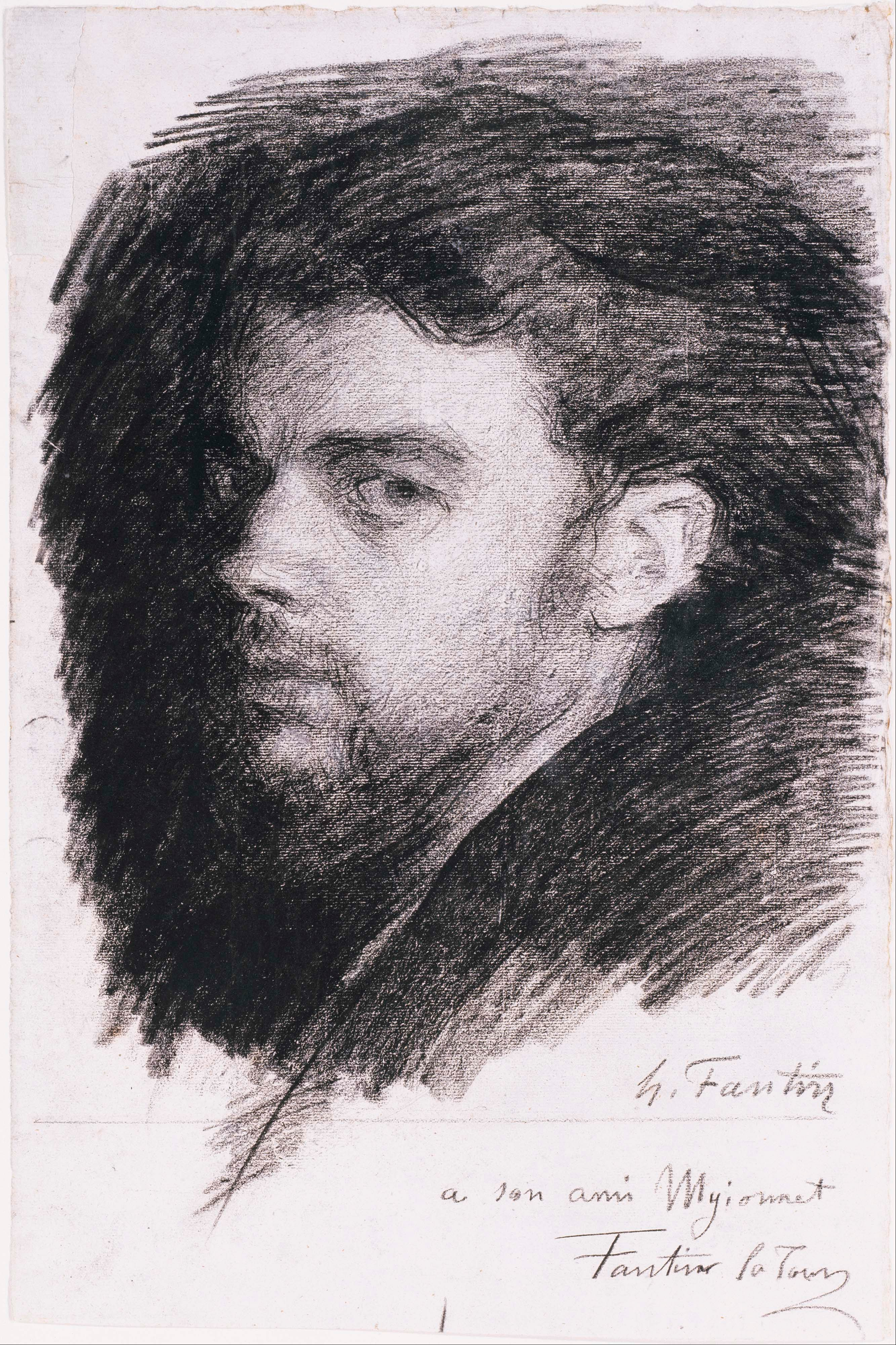
自画像（1861）

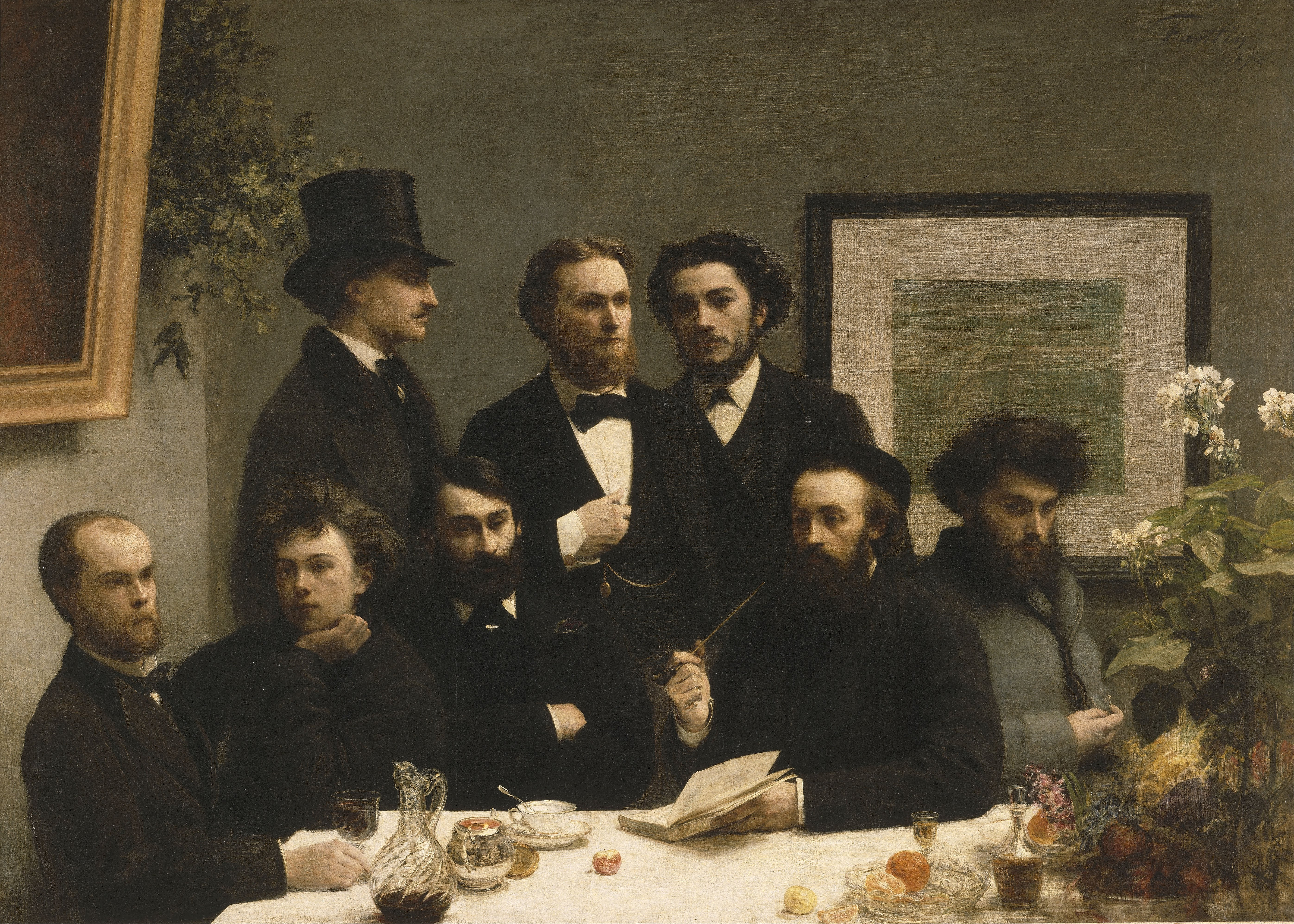

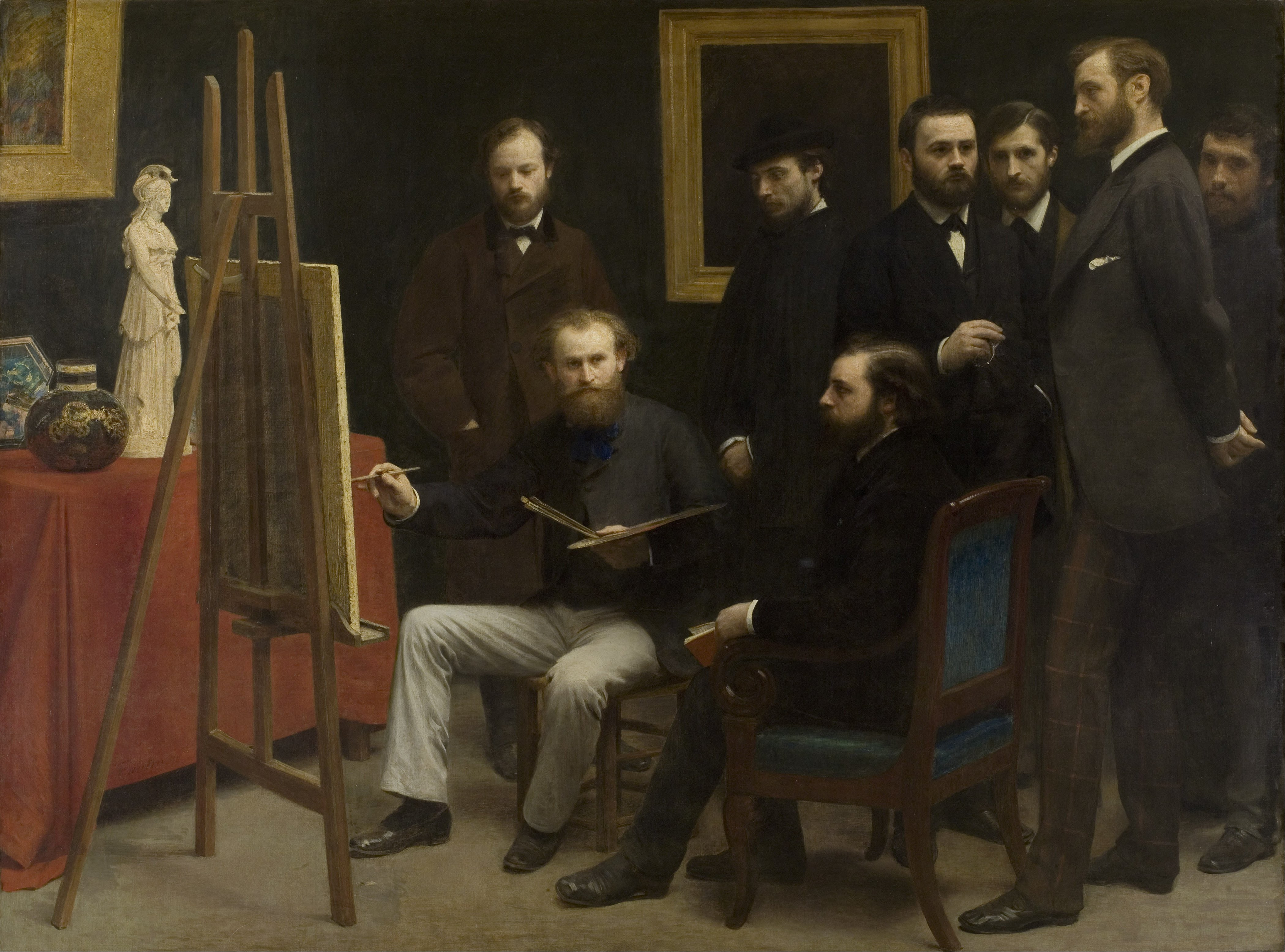

亨利·方丹-拉图尔（法語：Henri Fantin-Latour，法語發音：[ɑ̃ʁi fɑ̃tɛ̃ latuʁ]；1836年1月14日—1904年8月25日）是一位法国画家和石版画家，其作品以花卉画和巴黎艺术家和作家集体人物画像而闻名。
拉图尔出生于法國伊泽尔岛格勒诺布尔。青年时期，他跟隨其父亲學習繪畫。自1854年以來前往位於巴黎的法國美術學院學習后，他就花了很多时间在卢浮宫博物馆模仿古代大师的作品。1875年，拉图尔与一位画家结婚。1904年8月25日，拉圖爾在法國奧恩省比雷去世。

## 備註
1. ↑  Rosenblum 1989, p. 162.
2. ↑  Poulet & Murphy 1979, p. 73.